# Kaew Pongprayoon
Kaew Pongprayoon (thailändisch แก้ว พงษ์ประยูร, RTGS Kaeo Phongprayun; * 28. März 1980 in der Provinz Kamphaeng Phet) ist ein ehemaliger thailändischer Boxer. Er war Silbermedaillengewinner im Halbfliegengewicht bei den Olympischen Spielen 2012 in London.

## Karriere
Pongprayoon gewann mit einem Finalsieg gegen Nanao Singh die Asienmeisterschaft 2009 in Zhuhai und startete bei der Weltmeisterschaft 2009 in Mailand, wo er im Achtelfinale gegen Kelvin de la Nieve ausschied.
Bei der Weltmeisterschaft 2011 in Baku schied er erst im Viertelfinale gegen den späteren Goldmedaillengewinner Zhou Shiming aus, nachdem er zuvor Hamza Touba und Salman Əlizadə besiegt hatte. Damit hatte er sich für die Olympischen Spiele 2012 in London qualifiziert und erreichte mit Siegen gegen Mohamed Flissi, Carlos Quipo, Alexandar Alexandrow und Dawid Airapetjan das Finale, wo er knapp mit 10:13 erneut gegen Zhou Shiming unterlag. Zudem war er Fahnenträger seines Landes während der olympischen Abschlusszeremonie.
Bei Südostasienspielen gewann er 2003, 2007 2009 und 2011 die Goldmedaille, sowie 2001 Silber und 2005 Bronze.
2016 startete er im Alter von 36 Jahren noch beim Olympia-Qualifikationsturnier in Baku, wo er jedoch im zweiten Kampf gegen Zouhair Bakkali ausschied.

## Sonstiges
Pongprayoon, der neben seiner Boxkarriere in die Thailändischen Streitkräfte eintrat und 2015 zum Leutnant befördert wurde, lebt mit seiner Familie in Ayutthaya und arbeitet im Holzhandel seines Schwiegervaters (Stand: 2021).